# Diecezja Iglesias
Diecezja Iglesias – diecezja Kościoła rzymskokatolickiego we Włoszech, a dokładniej na Sardynii, w metropolii Cagliari. Została erygowana 18 maja 1763 roku.